# Nicole (Lot-et-Garonne)
Nicole ist eine kleine Gemeinde mit 239 Einwohnern (Stand 1. Januar 2022) in Frankreich im Département Lot-et-Garonne in der Region Nouvelle-Aquitaine.

## Geografie
Nicole liegt am rechten Ufer des Flusses Garonne, etwa ein Kilometer unterhalb der Einmündung des Lot. Beim Durchbruch des Lot durch die letzten Ausläufer des Zentralmassivs, hat sich ein Aussichtsplateau gebildet, der Pech-de-Berre, an dessen Flanke sich der Ort heute erstreckt.
Da der Mündungsabschnitt des Lot mit Schiffen nicht befahrbar ist, zweigt bei Aiguillon ein kleiner Kanal (Le Canalet) ab, der die Schiffe nach Nicole führt, wo sie über eine Schleuse zur Garonne absteigen können. Fährt man auf der Garonne etwa fünf Kilometer stromaufwärts, kann man sie bei der Schleuse von Saint-Léger wieder verlassen, wo die Baïse einmündet. Auf diesem Weg erreicht man auch den Canal latéral à la Garonne (deutsch: Garonne-Seitenkanal). Die Querung der Garonne ist nur bei normalem Wasserstand möglich.

## Geschichte
- Der Ort am Pech de Berre war schon zu ältesten Zeiten bewohnt. Eine bronzezeitliche Niederlassung wurde dort entdeckt sowie gallische und römische Besiedelungen. Aus dem frühen Mittelalter sind Reste von Befestigungsanlagen vorhanden.
- 1291 schloss Bertrand Raymond de Campagne im Namen von Eduard I. (König von England) einen Paréage-Vertrag mit Gaillard de la Roque, Abt von Clairac, um eine Bastide auf dem Gebiet von Nicole zu errichten. Es liegen keine Dokumente über den genauen Standort vor, ebenso ist das genaue Baujahr unklar. Es gilt als gesichert, dass die Bastide auf dem Hügel Pech de Berre entstand, und dass sie gegen Mitte des 17. Jahrhunderts wieder aufgegeben wurde.
- Die Kirche Saint-Symphorienist gegen 1750 gebaut worden, rechteckig in einem neo-romanischen Stil. Seinerzeit wurde sie praktisch außerhalb des Dorfes gebaut. Noch 1883 gab es nur etwa zehn Häuser in ihrer Nachbarschaft. Später entwickelte sich der Ort näher am Flussufer.
- 1887 wurde am Pech de Berre ein 18 Meter hohes Kreuz errichtet und vom Bischof von Agen am Ostermontag eingeweiht. Es war zu dieser Zeit das größte Kreuz in Frankreich.

### Bevölkerungsentwicklung
| Jahr      | 1962 | 1968 | 1975 | 1982 | 1990 | 1999 | 2011 | 2018 |
| Einwohner | 393  | 364  | 353  | 307  | 303  | 292  | 276  | 219  |

## Sehenswürdigkeiten
- Kirche Saint-Symphorien
- Pech de Berre: Kultstätte mit Ausblick in die Täler von Garonne und Lot.

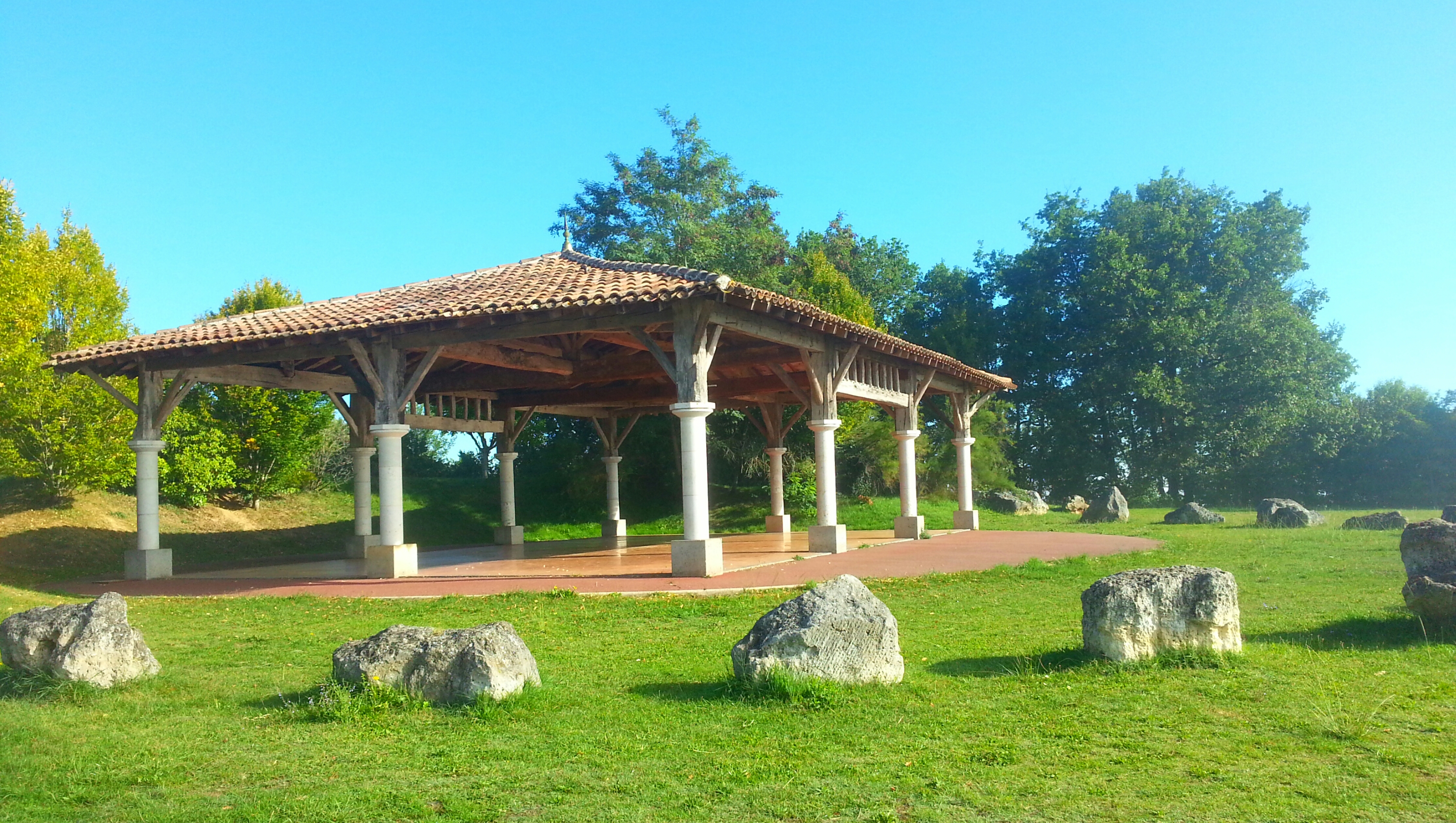
Pech de Berre
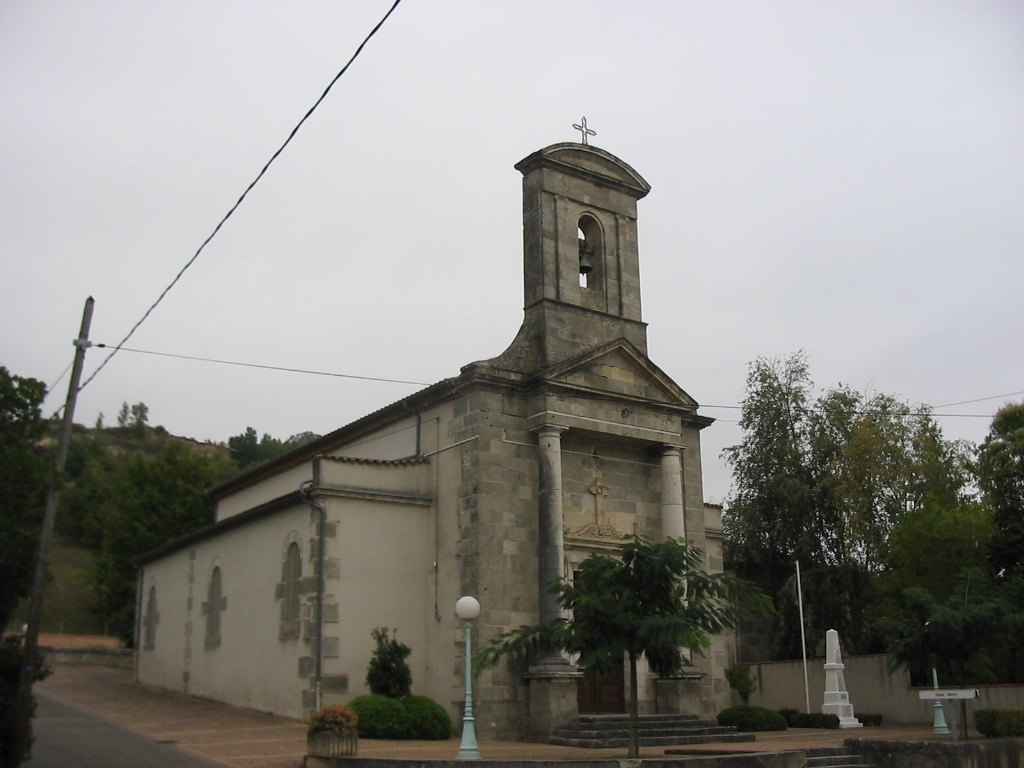
Kirche Saint-Symphorien
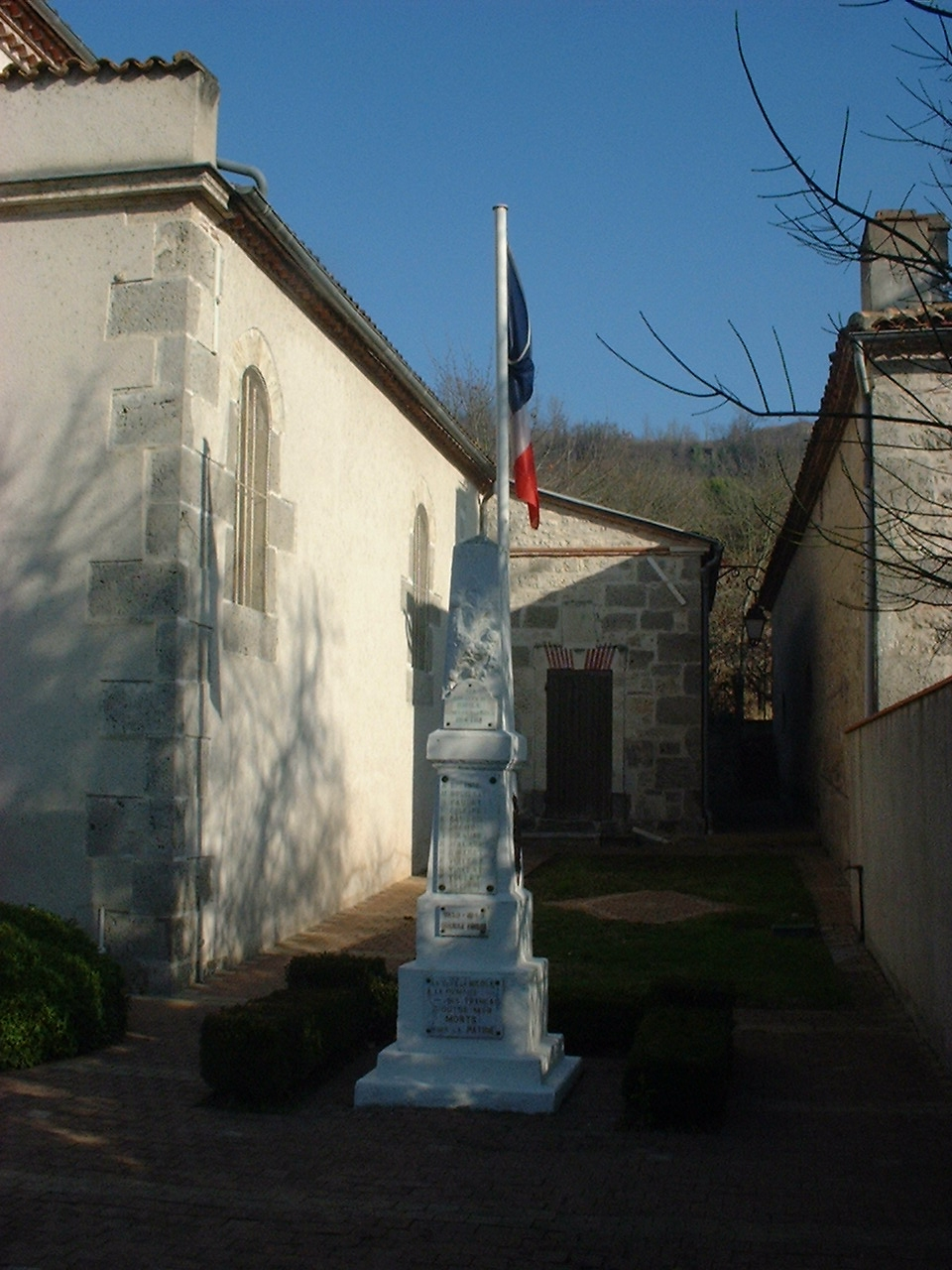
Gefallenendenkmal